# Dogs
«Dogs» (с англ. — «Собаки») — песня британской рок-группы Pink Floyd с альбома 1977 года Animals. Представлена в оригинальном издании на первой стороне LP вторым по счёту треком.
Авторы музыки «Dogs» — Дэвид Гилмор и Роджер Уотерс, текст написан Роджером Уотерсом, вокальную партию в первой части исполнил Дэвид Гилмор, во второй — Роджер Уотерс.
«Dogs» является переработанной концертной композицией «Gotta Be Crazy», исполнявшейся группой Pink Floyd с 1974 года и официально не издававшейся.
«Dogs» была основной композицией концертного тура 1977 года In the Flesh.

## О композиции
В качестве основы для создания композиции «Dogs» был использован концертный номер под названием «Gotta Be Crazy», написанный группой Pink Floyd в 1974 году. Вместе с «Gotta Be Crazy» в этот период были созданы ещё две новых композиции «Shine On You Crazy Diamond» и «Raving and Drolling» (последняя вошла в альбом Animals в видоизменённом виде под названием «Sheep»). Новые работы группы были предназначены только для исполнения на концертах, поэтому они не записывались в студии и официально не издавались на альбомах или сборниках Pink Floyd. Впервые эти композиции были исполнены во время гастрольного турне 1974 года по Франции и Великобритании. В дальнейшем композиции исполнялись на концертах турне Wish You Were Here. В процессе концертных выступлений новый музыкальный материал, включая «Gotta Be Crazy», развивался и дорабатывался.
В 1975 году группа начала работу над записью нового альбома. Дэвид Гилмор предлагал включить в него «Shine On You Crazy Diamond» — на первую сторону диска, и «Gotta Be Crazy» с «Raving and Drolling» — на вторую сторону. Если первая композиция стала основой для будущего диска, то остальные не вписывались в концепцию нового альбома, какой её задумал Роджер Уотерс. Он настоял на том, чтобы композиции «Raving and Drolling» и «Gotta Be Crazy» были оставлены на будущее, в результате чего в альбом Wish You Were Here из указанных концертных номеров была включена только «Shine On You Crazy Diamond». В следующем, 1976 году, группа Pink Floyd наконец обратилась к старому неизданному материалу. Композиции «Raving and Drolling» и «Gotta Be Crazy» были переработаны и записаны в студии Britannia Row Studios для альбома Animals. Согласно концепции нового диска их переименовали соответственно в «Sheep» и «Dogs».
В цикле песен альбома Animals, отчасти пересекающемся с классическим произведением Джорджа Оруэлла «Скотный двор», люди делятся на три категории, каждая из которых олицетворяет определённый вид животных. Они представлены в трёх главных музыкальных композициях как собаки, свиньи и овцы. Собаки, согласно концепции альбома, являются «карьеристами из крупных компаний», «материалистичными, стремящимися к успеху любой ценой… беспощадными прагматиками, изо всех сил рвущихся к кормушке».

## Исполнение на концертах
Впервые композицию «Dogs» под названием «Gotta Be Crazy» стали исполнять во время британской части концертного турне 1974 года — в ноябре и декабре. «Shine On You Crazy Diamond» и «Raving and Drooling» появились в концертной программе Pink Floyd ранее — в июне 1974 года во время гастролей по Франции. «Gotta Be Crazy» в числе трёх новых композиций исполнялась в первом отделении концертов, во втором отделении исполнялся альбом The Dark Side of the Moon.
Концерт 16 ноября в Лондоне на Wembley был записан на Radio One BBC и транслировалось в программе Alan Freeman Show 11 января 1975 года. Эта запись, включающая раннюю версию «Dogs», была издана в 2011 году на диске Experience из бокс-сета Wish You Were Here (Why Pink Floyd...?). Также концертное исполнение «Dogs» («Gotta Be Crazy») того времени (наряду с «Shine On You Crazy Diamond» и «Raving and Drooling») представлено на многочисленных бутлегах, включая одно из самых известных — British Winter Tour 74.
«Dogs» («Gotta Be Crazy») была концертным номером первого отделения турне по Северной Америке, проводившееся в 1975 году в поддержку альбома Wish You Were Here.
В 1977 году «Dogs» в новой альбомной версии стала одной из основных композиций гастрольного тура In the Flesh. В отличие от альбома порядок исполнения композиций на концерте был иным: «Dogs» играли третьим номером между двумя частями «Pigs on the Wing» третьим, а открывала тур композиция «Sheep».

## Участники записи
- Дэвид Гилмор — основной вокал, электрогитара, акустическая гитара;
- Роджер Уотерс — бас-гитара, вокодер, бэк-вокал (в последнем куплете);
- Ричард Райт — Родес-пиано, Орган Хаммонда, Минимуг, ARP String Synthesizer, Орган Фарфиса, бэк-вокал;
- Ник Мейсон — ударные;